# Alexandros Nikolaidis
Alexandros Nikolaidis (n. 17 octombrie 1979, Salonic, Grecia – d. 14 octombrie 2022, Salonic, Grecia) a fost un taekwondist ce a reprezentat Grecia, medaliat olimpic. A participat la 4 ediții ale Jocurilor Olimpice (2000, 2004, 2008, 2012) în care a câștigat două medalii de argint.